# Kentucky
För andra betydelser, se Kentucky (olika betydelser).
Kentucky, officiellt Commonwealth of Kentucky, är en delstat i USA belägen på gränsen mellan Mellanvästern och södra USA. Kentucky är en av fyra amerikanska delstater som inrättades som ett samvälde (Commonwealth). De andra tre är Virginia, Pennsylvania och Massachusetts. Ursprungligen var det en del av Virginia, men 1792 blev Kentucky den 15:e delstaten att ansluta sig till unionen. Kentucky är den till ytan 37:e största och den 26:e folkrikaste av USA:s 50 delstater.
Kentucky är känd som "Bluegrass State", ett smeknamn baserad på det faktum att ängsgröe (bluegrass) finns i många av delstatens betesmarker, på grund av den bördiga jorden. Det är en mark med olika miljöer och rikliga resurser, bland annat världens längsta kända grottsystem, Mammoth Cave National Park; de längsta segelbara farlederna och vattendragen i kontinentala USA; och de två största konstgjorda sjöarna öster om Mississippifloden. Staten hyser också flest vitsvanshjortar och kalkoner per capita i USA, den största frigående wapitihjorden öster om Montana, och landets mest produktiva kolfält. Kentucky är också känt för hästkapplöpning, bourbondestillerier, biltillverkning, tobak och collegebasket.

## Historia
Kentucky ingick från 1777 som en separat del av Virginia (Kentucky County). Vid slutet av självständighetskriget 1783 fortsatte området som del av Virginia, men 1792 separade man därifrån för att bilda USA:s 15:e delstat.

## Näringar
- Jordbruk som producerar: vete, majs, mejerivaror, nötkreatur, hästar (varav en stor del tävlingshästar inom såväl galopp som trav)
- Kentucky Fried Chicken, en snabbmatskedja.
- Tillverkningsindustri som producerar: motorfordon, möbler, järn- och stålprodukter (till exempel maskiner)
- Övrig industri som producerar kol, petroleum, naturgas

## Större städer
De tio största städerna i Kentucky (2010).
- Louisville – 566 503 alternativt 699 827 (2005)
- Lexington – 295 803
- Bowling Green – 58 067
- Owensboro – 57 265
- Covington – 40 640
- Hopkinsville – 31 577
- Richmond – 31 364
- Florence – 29 951
- Georgetown – 29 098
- Henderson – 28 757

Det finns två metoder att mäta befolkningen i Louisville. Den som U.S. Census Bureau använder sig av är en balanserad siffra där enbart befolkningen i Jefferson County inkluderas. Den som används av staden är ofta den som även inkluderar befolkningen i närliggande samhällen och är den högre siffran ovan; benämns Louisville Metro.

## Kända personer födda i Kentucky
- Muhammad Ali (Cassius Clay), boxare
- Alben W. Barkley, USA:s 35:e vicepresident
- Adrian Belew, musiker, låtskrivare, producent
- James Bowie, spanare
- Kit Carson, spanare
- George Clooney, skådespelare
- Rosemary Clooney, sångerska
- Billy Ray Cyrus, countrysångare
- Jefferson Davis, president i Konfedererade staterna (Sydstaterna)
- Skeeter Davis, sångerska
- Johnny Depp, skådespelare
- Irene Dunne, skådespelare
- Don Everly, musiker, Everly Brothers
- Larry Flynt, porrmogul
- Lionel Hampton, jazzmusiker
- Josh Hutcherson, skådespelare
- Jennifer Lawrence, skådespelare
- Abraham Lincoln, USA:s 16:e president
- Loretta Lynn, countrysångerska
- Bill Monroe, musiker
- Thomas H. Morgan, genetiker, nobelpristagare
- Don Rosa, serietecknare
- Adlai E. Stevenson, USA:s 23:e vicepresident
- Hunter S. Thompson, författare
- Fred M. Vinson, chefsdomare i USA:s högsta domstol